# Srpek obecný

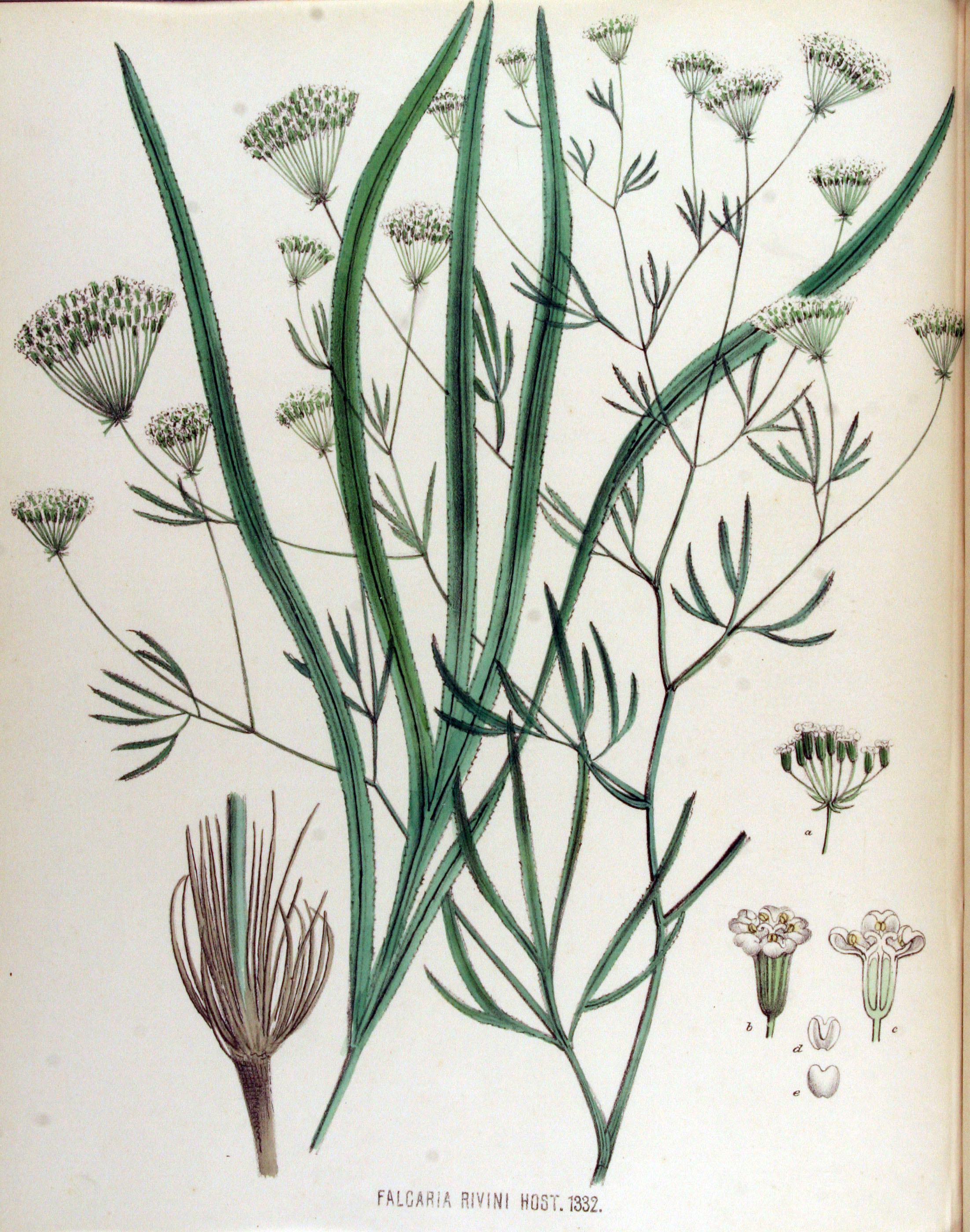
Zobrazení srpku obecného

Srpek obecný (Falcaria vulgaris) je středně vysoká, dvou nebo víceletá rostlina kvetoucí drobnými, bílými květy ve složených okolících. Je jediný druh rodu srpek, který v české přírodě roste. Tato vitální, místy hojně se vyskytující rostlina se někdy dostává i na obdělávaná pole, kde je považována za plevel.

## Výskyt
Je bylinou poměrně teplomilnou, která vyjma severu roste téměř v celé Evropě. Východním směrem je rozšířena v evropském Rusku, v okolí Kavkazu, převážné části Přední Asie, západní části Sibiře a ve Střední Asii. Je také původním druhem v Alžírsku na severu afrického kontinentu. Druhotně byla zavlečena i na evropský sever a do Severní a Střední Ameriky. V České republice roste roztroušeně, nejvíce v nížinatých oblastech a teplejších pahorkatinách, především v severních a západních Čechách a na východní Moravě.

## Ekologie
Světlomilná a teplomilná rostlina vázána na suché, často vápnité a dobře propustné půdy na místech stepního charakteru, který je podtržen i odolností vůči požáru, četné tuhé zbytky listů při bázi rostliny zakrývají a chrání pupeny. Snáší velmi suché polohy, kde i v období nedostatku vláhy dobře roste a kvete. Vodu získává extrémně dlouhým kořenem (až 1 m) ze spodních vrstev a svými nečetnými kožovitými listy vypařuje jen málo vody.
Roste na travnatých a křovinatých stráních, na pastvinách a úhorech, v lemech lesů, kolem silnic i železnic, na nezastavěných ruderálních místech a také jako plevel na polích a vinohradech. V podvečer se mladé okolíky ohýbají dolů, čímž chrání květy před noční rosou. Květy rozkvétají od června do září a na jedné statné rostlině dozrává až 3000 semen. Bylina posekaná před květem může znovu obrazit, nové lodyhy vykvést a do podzimu vytvořit semena. Ploidie druhu je 2n = 22.

## Popis
Dvouletá až vytrvalá sivozelená bylina, s lodyhou vysokou 30 až 80 cm a u báze tlustou až 2,5 cm, vyrůstající z dlouhého, hrubého vřetenovitého kořene. Přímá, rozkladitě větvená lodyha je jemně rýhovaná, na průřezu oblá a porostlá tuhými listy. Přízemní listy bývají jeden až tři, mají řapík dlouhý až 4 cm a jsou jednoduché až trojsečné. Lodyžních řapíkatých listů bývá až patnáct, mají úzké pochvy a jsou dlouhé 15 až 25 cm, široké 10 až 18 cm a směrem vzhůru se zmenšují. Jsou jednou až dvakrát trojsečné, dvou až tříklané úkrojky mají čárkovité, na konci špičaté, po obvodě ostře pilovité a někdy srpovitě zahnuté.
Na koncích lodyhy a větví vyrůstají téměř ploché, 6 až 9 cm velké okolíky složené z deseti až dvaceti okolíčků tvořených šesti až dvanácti bělavými květy. Obaly i obalíčky jsou ze čtyř až osmi krátkých, kopinatých až čárkovitých listenů. Okolíky 1. a 2. řádu jsou větší a obsahují květy oboupohlavné, okolíky 3. řádu jsou menší, vykvétají později a mají pouze květy samčí. Drobné květy mají kalich nezřetelný a korunu se široce vejčitými, asi 1 mm dlouhými, bělavými lístky s dovnitř zahnutým vrcholem. Opylovány jsou převážně drobným létajícím hmyzem, samoopylení se květy brání protandrií, nejdříve dozrávají žluté prašníky s pylem a teprve později nafialovělé blizny.

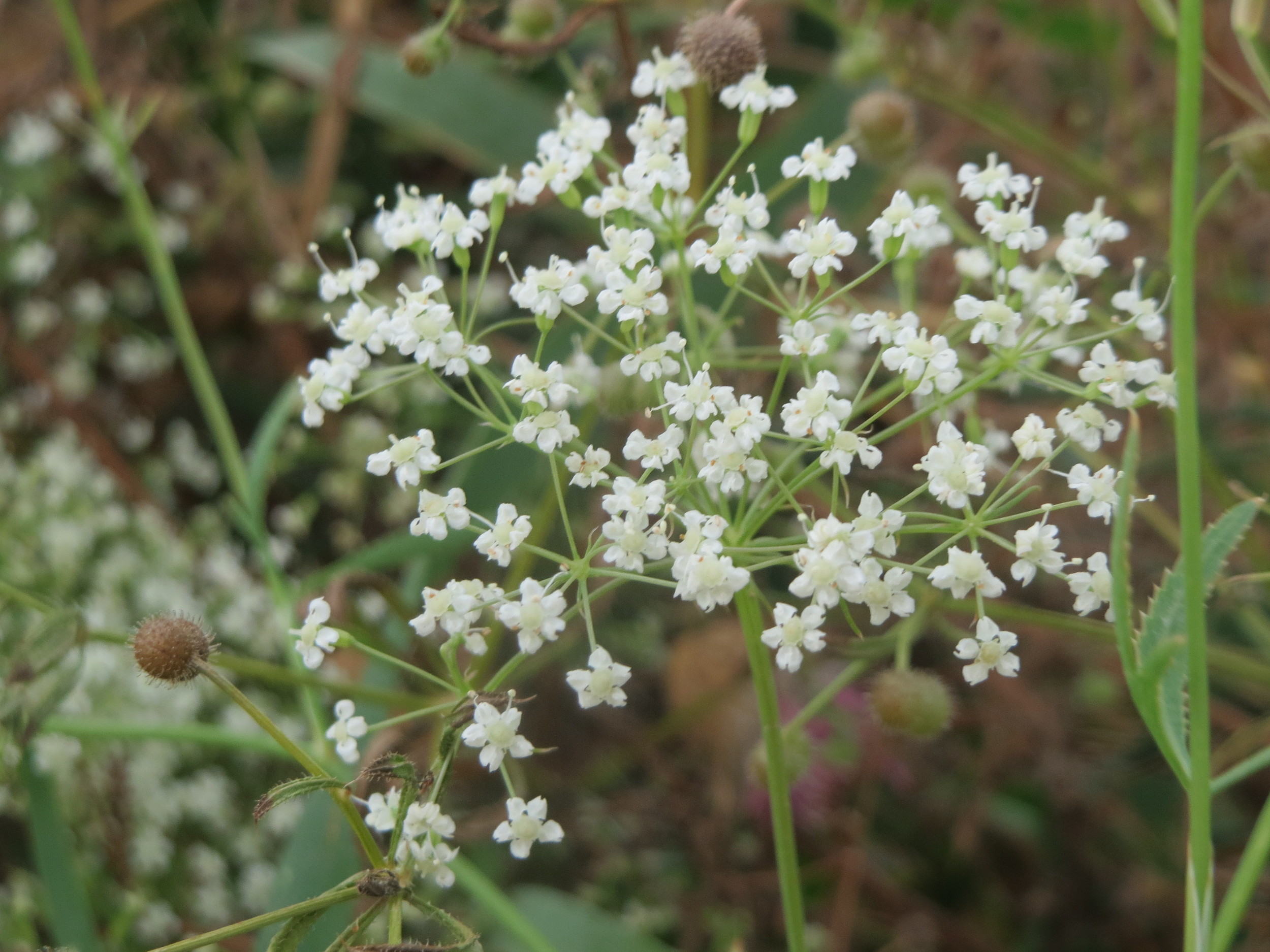
Květenství okolík

Plod je úzce válcovitá dvounažka, která bývá až trojnásobně delší než širší. Obsahuje žlutohnědé až šedohnědé, pětižeberné plůdky (semena) asi 3 mm dlouhé a 1,5 mm široké.

## Rozmnožování
Rostlina se rozmnožuje převážně semeny kterých vytváří velké množství, v okolí mateřské rostliny často vyrůstá rozlehlá kolonie potlačující jiné druhy rostliny. Čerstvá semena klíčí jen málo, většina jich je aktivní až po zimě strávené v půdě, nejlépe jim vyhovuje hloubka uložení do 4 cm. Na nová místa se semena šíří špatně vyčištěným osivem, kompostem, zemědělskou technikou nebo z vykvetlých rostlin rostoucích po okrajích polí a na mezích. Rozšířit se může též vegetativně, hlavně když při zpracování půdy jsou po poli rozneseny úlomky kořenů, které dobře regenerují z adventivních pupenů.

## Význam
Srpek obecný je rostlinou zaplevelující nejvíce víceleté pícniny nebo okopaniny či prořidlé obilniny, objevuje se i ve vinicích. Jedná se o málo významný plevelný druh, který zpravidla nezpůsobuje významné škody. V minulosti byly hořce chutnající lodyhy užívány jako léčivý prostředek při nemoci trávicího ústrojí. Současné studie dokazují, že látky v nich obsažené mohou v některých případech blokovat vznik žaludečních vředů a pozitivně působit na již poškozenou sliznici žaludku.
Srpek obecný je živnou rostlinou vzácného tesaříka rodu kozlíček Cardoria scutellata (někdy Phytoecia scutellata) žijícího na jediné recentní lokalitě na území České republiky. Samička klade po jednom vajíčku mezi list a stonek rostliny. Larvy žerou v kořenech rostliny, takže rostlina odumírá. Kuklí se v kořenech a přezimují jako dospělci; dospělci se vyskytují od konce března do června, nejčastěji od 2. pol. dubna do pol. května.

## Galerie

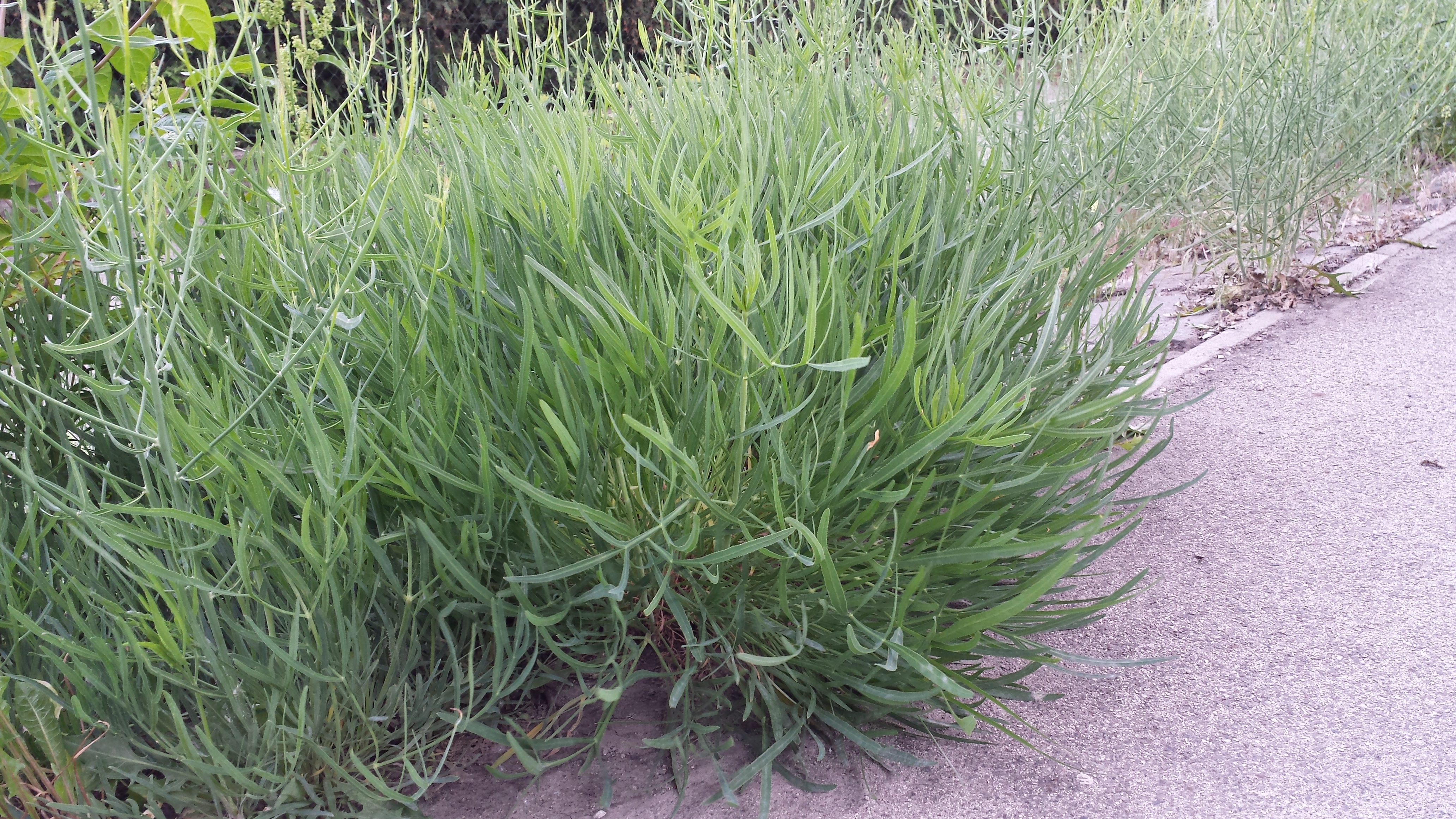
Porost před květem
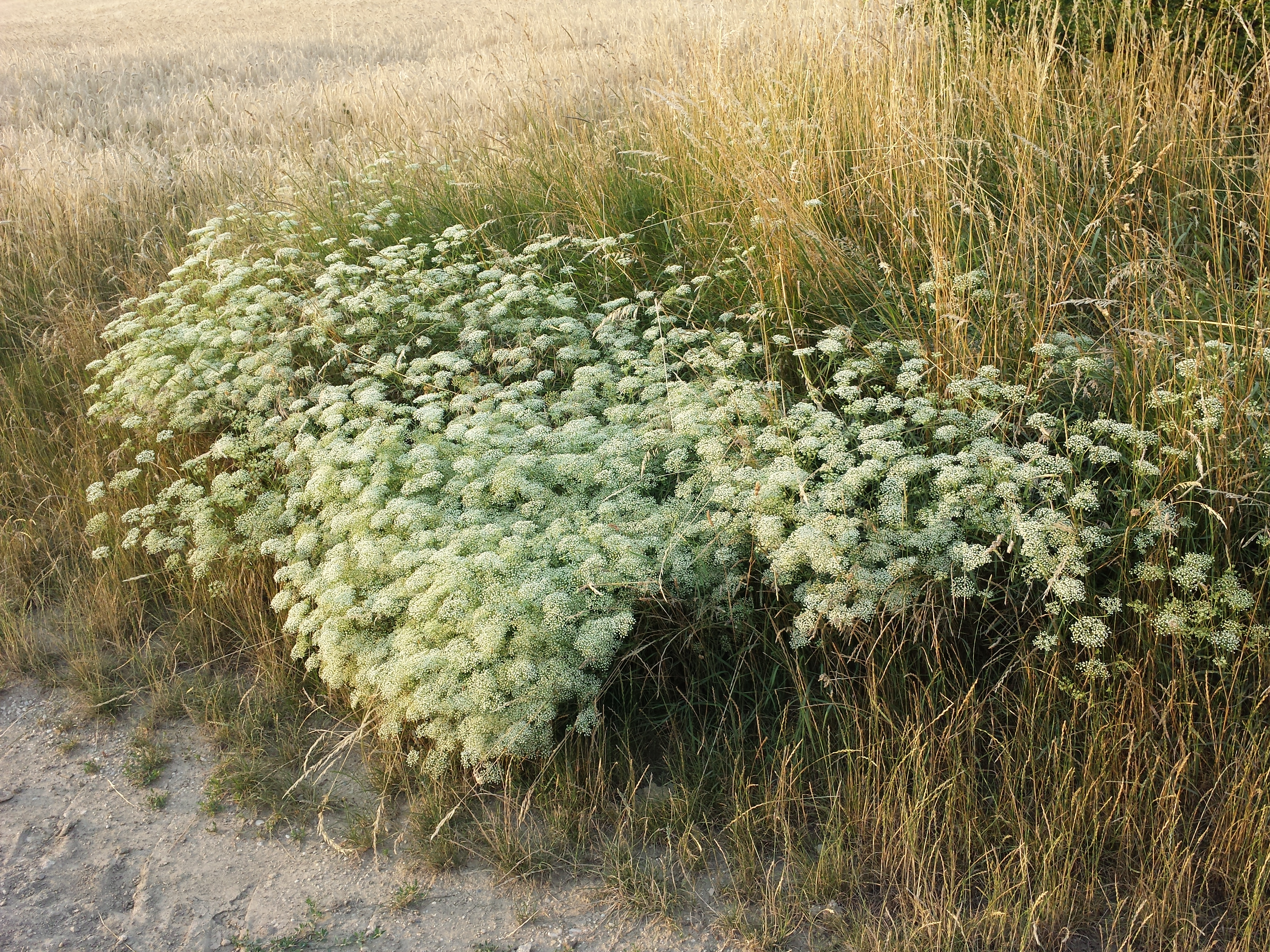
Kvetoucí kolonie
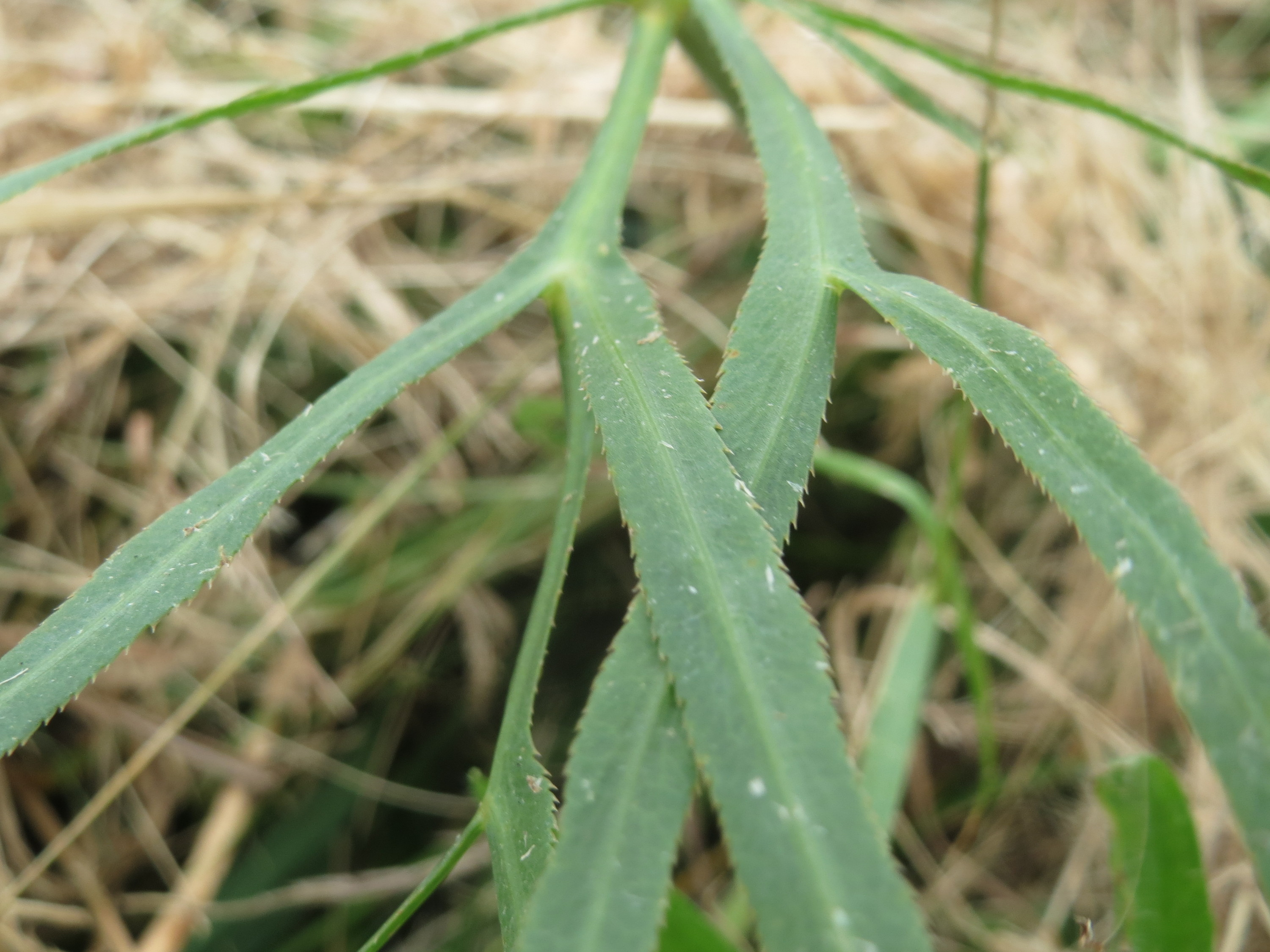
Listy
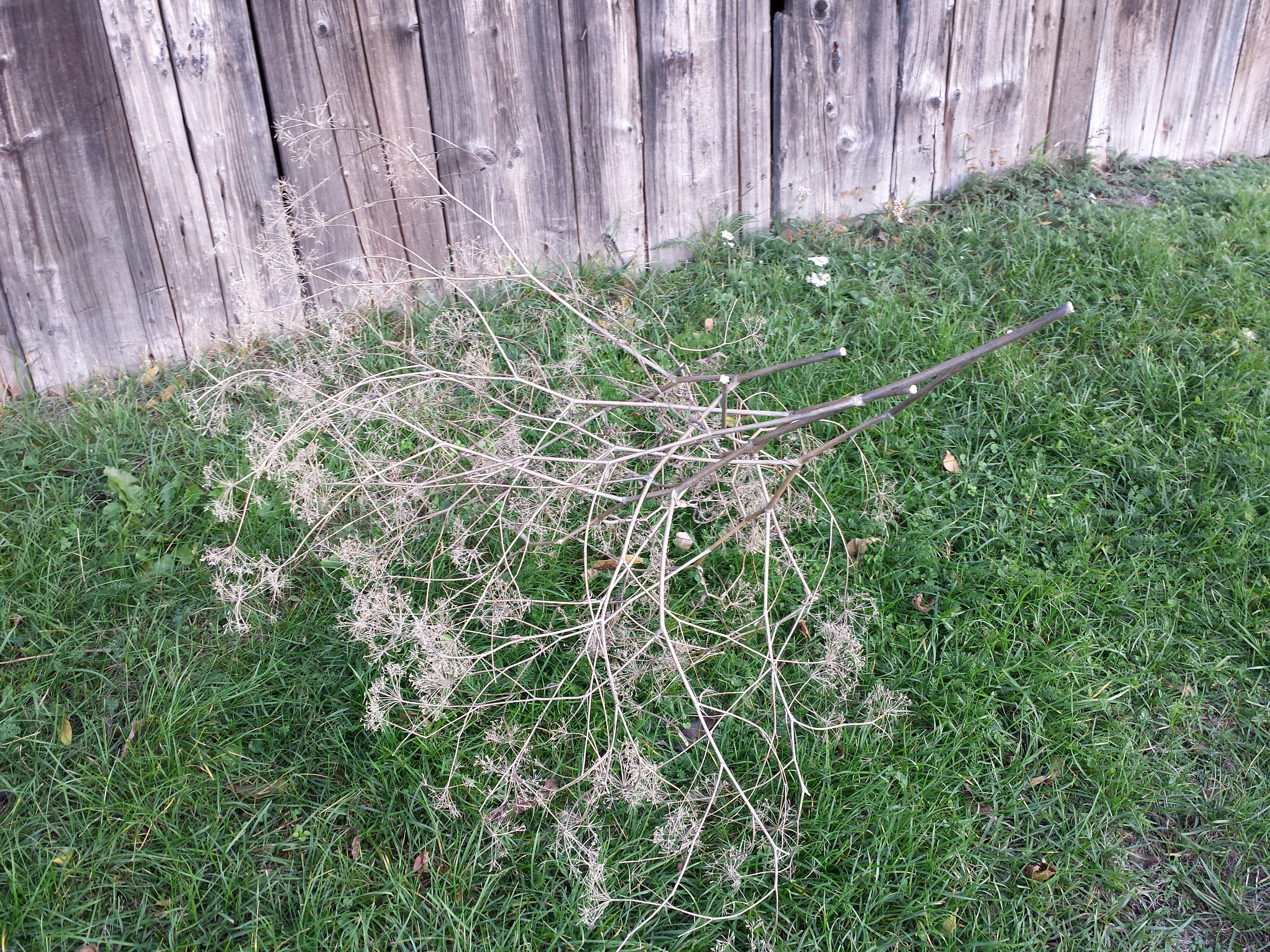
Lodyha se zralými plody